# Perovo
Perovo je naselje v Občini Ribnica.